# 南部灰翅夜蛾
南部灰翅夜蛾（学名：Spodoptera eridania）又称南方黏虫、亚热带黏虫，是鳞翅目夜蛾科灰翅夜蛾属的一种昆虫。原产于美洲热带地区，作为一种害虫，其快速扩散和难以防控的特性使其被欧洲和地中海植物保护组织（EPPO）列为检疫对象。
2016年，南部灰翅夜蛾首次入侵非洲并造成了严重危害。

## 生命周期
南部灰翅夜蛾的卵为扁平的半球状，直径约为0.45毫米。初产卵时为绿色，后逐渐变为褐色。卵期为4至6天，通常雌虫集中将卵产在叶片的背面，卵块表面覆盖着雌虫腹部的灰色绒毛状分泌物。
幼虫期的发育受多种因素影响，包括食物、性别、温度和饲养方式等。通常有6个龄期，偶尔会出现7龄幼虫。幼虫期为14-20天。幼虫头壳宽度随龄期增加而增加。低龄幼虫体色为黑色或墨绿色，身体侧面有黄色侧线；高龄幼虫体色为灰褐色，背部有红色条纹，头壳为黄褐色，背侧有成对的黑色三角形斑点。各龄幼虫的特征疣突也不同，如1龄幼虫第1腹节和2龄幼虫第8腹节的疣突较大、暗色并微微凸起，4龄幼虫的疣突主要出现在第2、3胸节等。
老熟幼虫在土层中化蛹，蛹呈亮红褐色，头部较暗，呈圆形，长约16至20毫米，宽约5至6毫米。蛹期为11至13天，雄虫和雌虫蛹期略有差异，雄虫的蛹期比雌虫稍长。
南部灰翅夜蛾雌成虫翅展为33至38毫米，前翅上有棕色和黑色斑纹，中心具有一个明显的肾形斑点或一条黑色宽带。雄虫翅展为28至40毫米，后翅呈珍珠白色，前翅底色为灰色，翅面具有明显的肾形斑点或条纹，腹部褐灰色，触角为黄褐色。

## 分布
南部灰翅夜蛾原产于美洲热带地区，其分布涵盖北美洲、中美洲和南美洲，以及加勒比海等34个国家和地区，主要分布区域包括美国南部的16个州以及巴西的11个州。
除了美洲地区，南部灰翅夜蛾在丹麦曾有被截获的记录，但尚未建立种群。
在非洲地区，南部灰翅夜蛾2016年12月首次在西非的尼日利亚东南部木薯种植区内被发现。2017年在西非的贝宁南部木薯种植区确认存在，随后在中非喀麦隆和加蓬的番茄种植区内也发现了南部灰翅夜蛾成虫。

## 习性
南部灰翅夜蛾是夜蛾科中多食性最高的物种之一，其寄主涵盖禾本科、豆科、十字花科、茄科、锦葵科等58个科200多种植物。幼虫喜食玉米、高粱、大豆、番茄、棉花、苋菜、木薯、草莓、葡萄和牵牛花等植物。当喜食的植物吃完后，会迁移到邻近作物为害。
南部灰翅夜蛾最适宜的饲养环境条件为温度25℃左右，相对湿度70%左右，以及12小时光周期，一个世代的完成需要30至40天。通常雌虫的发育速度要慢于雄虫，但寿命略高于雄虫。由于寄主植物和环境温度等条件不同，雌虫可产1300至3000个卵。

## 危害
南部灰翅夜蛾幼虫通常在叶背取食，喜欢在夜间活动，初孵幼虫多为群居性，主要取食叶肉组织，导致叶片仅剩叶脉。随着幼虫发育，逐渐分散取食，并取食寄主的生殖组织和果实，如大豆豆荚和棉铃。缺乏食物时，幼虫会取食枝梢部分并钻入茎组织中，还会钻蛀土壤表层的块茎。此外，南部灰翅夜蛾还具有转主现象，即在取食完某一植物后会迁徙到其他植物上继续危害。
南部灰翅夜蛾的危害严重影响了多个国家的农业生产。在巴西等地，南部灰翅夜蛾的大暴发对大豆、棉花等作物造成了显著减产，甚至导致落叶现象。

## 防治
国际农业与生物科学中心（CABI）建议对于来自南部灰翅夜蛾发生区的植物和植物产品在入境前密切关注，并严禁选用过去3个月内有南部灰翅夜蛾发生的货物。针对有发生历史报道区域的货物，建议在低于1.7℃的条件下处理2～4天，然后再进行熏蒸。此外，雌成虫的性信息素也可以用来监测。
研究表明，使用磷酸盐、氨基甲酸酯、拟除虫菊酯和生长调节剂类杀虫剂以及部分生物制剂可以控制其种群数量。同时，一些用于防治棉铃虫的杀虫剂也可用于防治南部灰翅夜蛾。
南部灰翅夜蛾在其原产地拥有许多天敌，包括寄生性天敌和捕食性天敌。寄生性天敌主要包括部分悬茧蜂属（Meteorus）昆虫、岛甲腹茧蜂（Chelonus insularis）等，而捕食性天敌则包括草蛉、蠼螋等。此外，一些真菌病原体如球孢白僵菌、苏云金杆菌等也对防治南部灰翅夜蛾具有不错的效果。
针对南部灰翅夜蛾的防治，选择抗虫品种也是一种有效的策略。例如，转Bt大豆等转基因作物有利于南部灰翅夜蛾的种群数量增加，而一些具有高抗性水平的大豆品种则可作为育种计划的基因来源，以开发更加高产、抗性的大豆品种。